# Asphalt 9: Legends
Asphalt Legends Unite (trước đây là Asphalt 9: Legends) là một trò chơi điện tử đua xe năm 2018, được phát triển bởi Gameloft Barcelona và được xuất bản bởi Gameloft. Được phát hành vào ngày 25 tháng 7 năm 2018, nó là phiên bản chính thứ chín trong Asphalt series. So với các mục trước đó, có một số tính năng mới và cải tiến, chẳng hạn như một dòng xe có uy tín, chương trình điều khiển mới và chế độ đua, và "shockwave nitro" được tái hiện từ Asphalt 6: Adrenaline. Các đồ họa cũng được coi là cải thiện đáng kể so với người tiền nhiệm của nó năm 2013, Asphalt 8: Airborne.
Phiên bản mở rộng mang tên Asphalt Legends Unite chính thức được ra mắt vào ngày 17 tháng 7 năm 2024.

## Cách chơi
Gameplay trong Asphalt Legends Unite tương tự như Asphalt 8: Airborne, với sự khác biệt đáng chú ý trong đồ họa và thiết kế. Có hơn 52 "xế hộp" dành cho người chơi được giới thiệu trong game (Ban đầu khi ra mắt thử nghiệm là 48 chiếc, sau phát hành thêm 4 chiếc mới bổ sung), nhiều trong số đó là từ các nhà sản xuất uy tín.
Hiện tại sau hơn 6 năm phát triển và cập nhật những phiên bản thì Asphalt Legends Unite đã có hơn 250 chiếc xe và số lượng sẽ tăng trong những lần cập nhật mới. Giống như các phần trước, mỗi chiếc xe thuộc về một lớp dần dần có hiệu suất cao hơn và hiếm: D, C, B, A và S. Tất cả các xe trong trò chơi hiện yêu cầu "bản thiết kế" để mở khóa và tăng cấp, tuy nhiên một số xe yêu cầu phải có "chìa khóa" chuyên dụng để mở khóa. Một biên tập viên xe hơi mới trong trò chơi; sau khi mở khóa xe, người chơi có thể chọn từ một vài màu mặc định. Một khi chiếc xe đã được tăng cấp, người chơi có thể tạo các màu sơn tùy chỉnh cho thân xe, vành và bộ kẹp phanh cho hầu hết các kiểu máy. Một số mô hình cũng cho phép các bộ phận carbon trên mui xe, thân cây và cánh. Ngoài ra còn có "câu lạc bộ", nơi có đến 20 người chơi có thể cộng tác điểm số để đạt được phần thưởng tất nhiên đáng chơi hơn freefire roblox hoặc tựa game đua xe cùng thể loại khác.
Trò chơi cũng có tính năng "nitro shockwave", trở về từ Asphalt 6: Adrenaline và Asphalt 7: Heat. Khi người chơi chạm hai lần vào nút Nitro, một xung màu tím được giải phóng khỏi xe trong khi tốc độ của xe tăng lên. Trên nền tảng di động, Asphalt Legends Unite có ba lược đồ điều khiển: Tilt to Steer, Tap to Steer và "Touch Drive" hoàn toàn mới, trong đó người chơi chọn tuyến đường và pha nguy hiểm bằng cách vuốt sang trái và sang phải. Trên các thiết bị Windows 10 và Windows 11, bạn có thể sử dụng Touch Drive và các điều khiển thủ công bằng bàn phím; hoặc khi chạm vào, nếu thiết bị có màn hình cảm ứng và gia tốc kế.
Trong game, có năm chế độ chơi: Career, Multiplayer, Events, Seasonal Event và The Clash. Trong chế độ career, người chơi hoàn thành một "chương" một người chơi mà mỗi người bao gồm một số chuỗi các cuộc đua tập trung vào một lớp xe hoặc nhà sản xuất nhất định. Trong Multiplayer, người chơi cạnh tranh với những người chơi trực tuyến khác trong thời gian thực. Trong Events, người chơi tham gia vào cuộc thi hàng ngày hoặc hàng tuần để đánh bại thời gian của người chơi khác. Trong Seasonal Event (đây là một sự kiện cho riêng một chiếc xe, diễn ra sau bản cập nhật lớn và kết thúc trong một thời gian), nó được chia thành các stage, mỗi stage sẽ mở khóa sau mỗi một ngày, người chơi sẽ hoàn thành các nhiệm vụ để nhận các thẻ bài xe; và đến stage cuối cùng, người chơi phải mở khoá được chiếc xe và sẽ tranh hạng với những người chơi khác để nhận các thẻ Epic Import Part của con xe đó. Trong The Clash (hay còn gọi là Club Clash), câu lạc bộ của người chơi cần ít nhất 10 người để tham gia, ở chế độ này hai đội sẽ đối đầu nhau tại một bản đồ giả tưởng mang tên "The City of Legends", nhiệm vụ của những người chơi là bảo vệ những con phố ở giai đoạn 1 và tấn công nhằm chinh phục con đường của đối thủ bằng cách vượt qua thời gian về đích của đối thủ ở giai đoạn 2, đây là chế độ yêu cầu phải có sự hợp sức của các thành viên trong đội thay vì mang tính chất cá nhân như các chế độ khác; đội nào có số điểm cao hơn sẽ giành chiến thắng và nhận được phần thưởng cao hơn, khi hết mùa đội đó có thể nhận phần thưởng tổng kết dựa trên tổng số điểm và xếp hạng các câu lạc bộ.
Có nhiều chế độ đua trong Asphalt Legends Unite. Chế độ đua "cổ điển" từ các game trước đã trở lại cùng với các chế độ chơi mới, "Time Attack" và "Hunted". Trong Time Attack, chiếc xe phải băng qua vạch đích trước khi hết giờ. Trong Hunted, người chơi phải thoát khỏi một cuộc truy đuổi của cảnh sát trong một cuộc đua xe mà không bị rơi hoặc hết thời gian. Đến bản cập nhật 12/2018, chế độ Slipstream mode đã được thêm vào.
Trò chơi có một số đường đua được đặt ở các địa điểm mới: Cairo, Osaka, Hymalayas, Trung Tây Hoa Kỳ, Scotland, Caribbean, New York, Auckland, Buenos Aires, Greenland, Tuscany, Na Uy và Singapore. Nó cũng mang lại ba địa điểm từ các trò chơi trước trong sê-ri: San Francisco, Rome, Thượng Hải, Nevada và Paris.

## Phát triển
Trò chơi được phát triển bởi Barcelona Studio của Gameloft, cũng sản xuất Asphalt 6: Adrenaline, Asphalt 8: Airborne và cùng phát triển Asphalt Xtreme với Gameloft Madrid. Trò chơi sử dụng công cụ vật lý Bullet và công cụ trò chơi Jet Engine.
Tiếp tục truyền thống từ Asphalt 8 và Asphalt 9, trò chơi có nhạc nền được cấp phép.

## Lịch sử
Trước đây, Asphalt Legends Unite có tên là Asphalt 9: Legends.
Những tin đồn đầu tiên về Asphalt 9: Legends đã bắt đầu trở lại vào năm 2016, với Gameloft đăng hình ảnh trên Twitter, cho thấy Gameloft Barcelona tạo ra một bản đồ chưa được thấy trong Asphalt 8: Airborne. Trò chơi được dự kiến sẽ được phát hành vào mùa hè năm 2017 theo thông cáo báo chí của Gameloft, và tên sẽ là Asphalt 9: Legends
Vào tháng 3 năm 2018, Gameloft đang làm một cuộc phỏng vấn trực tiếp với một trong những người quản lý cộng đồng của họ tại Gameloft London, nơi anh trả lời các câu hỏi về Asphalt 9 và nói rằng anh không được phép bình luận về tương lai của loạt Asphalt. Tuy nhiên, bốn ngày sau, một trailer đã được tiết lộ cho Asphalt 9.
Trò chơi được phát hành lần đầu tiên cho iOS như một sự ra mắt mềm vào ngày 26 tháng 2 năm 2018 tại Philippines, sau đó ở Thái Lan vào ngày 22 tháng 3 năm 2018. Sau đó nó được phát hành cho Android như một sự khởi động mềm, vào ngày 17 tháng 5 năm 2018 tại Philippines.
Đăng ký trước cho Asphalt 9 bắt đầu vào ngày 29 tháng 6 năm 2018. Khoảng thời gian đó, mọi người có thể đăng ký trước trò chơi trên Cửa hàng Google Play.
Vào ngày 24 tháng 7 năm 2018, Gameloft đã công bố ngày phát hành của trò chơi, ngày 26 tháng 7 năm 2018, trên luồng trực tiếp trên Facebook và YouTube. Tuy nhiên, trò chơi được phát hành sớm hơn một ngày so với kế hoạch.
Vào ngày 25 tháng 7 năm 2018, trò chơi được phát hành trên toàn thế giới. Trò chơi đạt 4 triệu lượt tải xuống trên tất cả các nền tảng trong vòng chưa đầy một tuần.
Vào ngày 6 tháng 7 năm 2019, Gameloft thông báo Asphalt 9: Legends sẽ được phát hành trên máy chơi game Nintendo Switch. Game được phát hành trên nền tảng này vào ngày 8 tháng 10 năm 2019.
Vào ngày 17 tháng 1 năm 2020, Asphalt 9: Legends được phát hành trên nền tảng macOS của Macbook. Tuy nhiên, macOS không thể đồng bộ dữ liệu với iOS trên iPhone.
Nền tảng Xbox One và Series X/S đã được công bố vào tháng 4 năm 2021 và được phát hành vào ngày 31 tháng 8 năm 2021. Một phiên bản chuyển thể arcade, được phát triển bởi IGS và Wahlap Technology theo giấy phép của Gameloft, được phát hành trên toàn thế giới vào năm 2021 theo giấy phép của Gameloft. tên Asphalt 9 Legends: Arcade DX .
Phiên bản Steam được công bố vào tháng 7 năm 2022 và được phát hành vào ngày 2 tháng 8 năm 2022
Vào ngày 25 tháng 5 năm 2024, Gameloft thông báo rằng một bản mở rộng của Asphalt 9 với tên gọi Asphalt Legends Unite đã được ấn định ra mắt vào ngày 17 tháng 7 năm 2024, với tên tựa game cũng được thay đổi. Khi cập nhật, đường đua mới Singapore sẽ được thêm vào.
Vào ngày 17 tháng 7 năm 2024, bản mở rộng của Asphalt 9 mang tên Asphalt Legends Unite chính thức ra mắt, cập bến hai nền tảng mới là PlayStation 4 và PlayStation 5 của Sony. Asphalt Legends Unite thay đổi giao diện hoàn toàn mới, sử dụng thư viện đồ họa Vulkan thay thế cho OpenGL, hỗ trợ chơi chung đa nền tảng cũng như khả năng đồng bộ tiến trình người chơi giữa các hệ điều hành khác nhau thông qua Gameloft ID (trừ Nintendo Switch và PlayStation), tăng Garage Level từ 18 lên 60, thêm đường đua mới Singapore.

## Tiếp nhận
Asphalt 9: Legends
Đồ họa và thiết kế trực quan mới được đánh giá gần như nhất trí như là một cải tiến lớn so với những người tiền nhiệm của series, nhưng đã có những phản ứng hỗn hợp với hệ thống tiến triển. Prasad từ GSMArena.com viết rằng "Trực quan, Asphalt 9 là tuyệt đẹp và có thể là trò chơi đẹp nhất trên nền tảng di động ngày nay", trong khi đánh giá của TechCommuters nói "Bất kể nền tảng bạn đang chơi, trò chơi mang lại... Với nhiều loại ô tô, phụ kiện, bài hát và sự kiện khác nhau, bạn có thể chơi trò chơi này trong một thời gian dài mà không có bất kỳ khoảnh khắc buồn tẻ nào. " Nick Tylwalk từ Gamezebo cũng ca ngợi đồ họa, nhưng viết rằng "hệ thống kế hoạch chi tiết có thể là một túi hỗn hợp và có những lúc bạn cảm thấy khó khăn, tiến bộ khôn ngoan." Vishal Mathur từ News18 đề cập đến "mỗi khi bạn chạy một bánh xe ra khỏi đường, bụi bị văng lên là chi tiết tinh tế. Những chiếc xe trông rất thực tế... Tuy nhiên, nó không phải là chính xác dễ dàng để có được những chiếc xe kỳ lạ. với hầu hết các trò chơi đua xe, bạn bắt đầu từ dưới cùng của kim tự tháp, và sau đó làm việc theo cách của bạn lên. Trong nhiều cuộc đua, những phần thưởng mà bạn nhận được là bản thiết kế của xe. Bạn sẽ cần thu thập số lượng bản thiết kế cần thiết cho chiếc xe mà bạn Điều này hơi khó, và chúng tôi cảm thấy yếu tố đó đã được thêm vào để đảm bảo rằng người chơi vẫn hoạt động lâu hơn trên trò chơi, trong việc theo đuổi chiếc xe yêu thích của họ."
Trò chơi đã giành giải thưởng "Trò chơi thể thao" tại Giải thưởng Webby 2019.
Asphalt 9 cũng đã giành được Giải thưởng Thiết kế Apple 2019 và là trò chơi đua xe duy nhất giành được Giải thưởng Thiết kế.
Asphalt Legends Unite